# 双水相系统
双水相系统（英語：Aqueous two-phase system）对于传统有机相-水相的溶剂萃取来说是个全新的替代品。
当两种聚合物、一种聚合物与一种亲液盐或是两种盐（一种是离散盐且另一种是亲液盐）在适当的浓度或是在一个特定的温度下相混合在一起时就形成了双水相系统。这两相大多数情况下由水与非挥发性成分组成，因此避免了挥发性有机成分的使用。多年来，他们作为非至变性且温和的分离介质被应用于生物技术领域。最近，他们被用于金属离子分离、环境修复、冶金应用并作为一种反应介质。

## 介绍
在1896年，马丁努斯·威廉·拜耶林克首次发现由一种水溶性聚合物——琼脂与可溶性淀粉或白明胶所组成的溶液是“互不亲和”的。经混合，他们被分成了两个不混溶的相。
后续的科学研究使得更多其他的双水相系统被发现，其中研究最多的是聚乙二醇（PEG）-右旋糖酐系统。其他可以形成双水相的系统有：PEG-碳酸钠或PEG与磷酸盐、柠檬酸盐或硫酸盐。双水相系统主要在生物技术与化学工业方面被用于下游处理。

## 两相
将油与水倒入同一个容器，我们很容易观察到他们相互分为两层，因为他们是不混溶的。通常情况下，水（或水性）溶液是极性的，与非极性有机溶剂（三氯甲烷、甲苯、己烷等）是不相混溶的，并会形成一个两相体系。然而，在一个双水相系统中，两种不混溶的成分都是水性的。
两个截然不同相的形成受到两种组分pH、温度与离子强度的影响，且当一种聚合物的量超过一个确定的极限浓度（由以上因素决定）时，两相才会发生分离。

### 聚乙二醇-右旋糖酐体系
“上相”是由更加疏水性的聚乙二醇（PEG）所形成，此相较“下相”的密度小，下相由更加亲水性且密度大的右旋糖酐溶液组成。
尽管聚乙二醇天生就比水密度大，它却仍占据着上层。这被证实是因为它的溶剂“排序”性质，这会排除更多的水分，制造出一个低水密度的环境。聚乙二醇的聚合度亦会影响相分离以及萃取时分子的分配系数。

## 优点
双水相系统是一个十分出色的方法，用以进行从粗制细胞浓缩物或其他混合物中萃取蛋白质/酶以及其他易变性生物分子的操作。此项技术经常在酶技术领域用于工业或实验室生产酶。
- 双水相系统提供了温和的操作条件，可以不伤害或使得不稳定/易变性生物分子变性。
- 较用于溶剂萃取的水-有机溶剂系统来说，双水相系统的界面應力（在两层界面处）远低于前者，使得被萃取的分子受到的伤害更小。
- 聚合物层稳定了被萃取的蛋白质分子，有利于在两相中的一层中增加目标蛋白质浓度，达到更有效地萃取效果。
- 可以研发出一些特定的系统（借由变化因素，例如温度、聚合度特定离子的浓度）以促进特定化合物的富集到其中两相中之一。有时，为了达到更好的萃取效果，可以同时搭配离子交换树脂使用。
- 迅速达到相分离并分离出化合物。这使得在内源蛋白酶降解目标分子之前就完成对他们的萃取。
- 可以很易控制地放大这些系统，从实验室规模的装备到可以处理工业生产要求的装备。实现他们可能需要使用连续蛋白质-萃取过程。

通过添加与目标酶配对的配体到聚合物上，可使得选择特异性进一步提高。这会使得酶会优先结合到聚合物上，增加了萃取的效率。
然而有一个很大的劣势就是涉及的材料费用，即为了达到萃取目的而所用到的高纯度右旋糖酐。然而，其他低价的替代品，例如精制程度不那么高的右旋糖酐、羟丙基淀粉衍生物与高盐溶液亦可被使用。